# Zanthoxylum punctatum
Zanthoxylum punctatum är en vinruteväxtart som beskrevs av Vahl. Zanthoxylum punctatum ingår i släktet Zanthoxylum och familjen vinruteväxter.

## Underarter
Arten delas in i följande underarter:
- Z. p. obtriangulare
- Z. p. punctatum